# Irynotekan
Irynotekan – organiczny związek chemiczny, lek przeciwnowotworowy z grupy inhibitorów topoizomerazy I.
Irynotekan wiąże się z kompleksem składającym się z DNA i topoizomerazy I, przez co zapobiega ponownemu połączeniu nici DNA (religacji) pojedynczego łańcucha. Jest półsyntetycznym analogiem naturalnego alkaloidu kamptotecyny uzyskiwanego z drzewa Camptotheca acuminata (dereniowate).

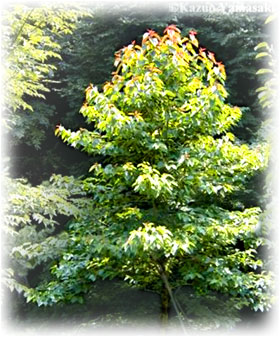
Camptotheca acuminata

Jest stosowany głównie w chemioterapii raka jelita grubego, w szczególności, w skojarzeniu z innymi chemioterapeutykami. Jest stosowany w schemacie FOLFIRI, na który składa się wlew dożylny 5-fluorouracylu, leukoworyny i irynotekanu. Stosowany również w badaniach klinicznych w przypadkach drobnokomórkowego i niedrobnokomórkowego raka płuca, piersi, wątrobowokomórkowego, jajnika, szyjki macicy, przełyku, żołądka, trzustki, nerki, międzybłoniaka oraz nowotworów złośliwych głowy i szyi.
Irynotekan uzyskał przyspieszone zatwierdzenie FDA w 1996 roku i pełną zgodę w 1998 roku.

## Mechanizm
Irynotekan jest aktywowany poprzez hydrolizę do SN-38, inhibitora topoizomerazy I. Jest on następnie inaktywowany przez glukuronozylotransferazę 1A1 difosforanu urydyny (UGT1A1). Inhibicja topoizomerazy I przez SN-38 prowadzi do zahamowania replikacji i transkrypcji DNA.

## Objawy niepożądane
Najistotniejszymi objawami niepożądanymi stosowania leku są ciężkie biegunki oraz silna supresja układu immunologicznego.

### Biegunka
Biegunki związane ze stosowaniem irynotekanu są ciężkie i czasami prowadzą do silnego odwodnienia wymagającego hospitalizacji. Leczenie biegunek opiera się na zastosowaniu silnych leków przeciwbiegunkowych, takich jak loperamid lub Lomotil.
Wczesna biegunka (występuje do 24 h po podaniu leku) – towarzyszy jej ostry zespół cholinergiczny (zwężenie źrenic, łzawienie, zaburzenia widzenia, zapalenie spojówek, nieżyt nosa, nasilone wydzielanie śliny, pocenie się, rozszerzenie naczyń krwionośnych, spadek ciśnienia tętniczego, dreszcze, uczucie rozbicia, bóle brzucha).

### Immunosupresja
Objawia się znacznym obniżeniem liczby leukocytów, w szczególności neutrofili. Pacjenci mogą doświadczać okresowej neutropenii (znaczne obniżenie liczby neutrofili we krwi) przy jednoczesnym wzroście wytwarzania krwinek białych w szpiku kostnym (mechanizm kompensacyjny).

### Przeciwwskazania do zastosowania leku
- nadwrażliwość na którykolwiek składnik preparatu,
- przewlekłe choroby zapalne jelit,
- niedrożność jelita grubego,
- niewydolność szpiku,
- stężenie bilirubiny przekraczające trzykrotnie górną granicę normy.

## Farmakogenomika
Irynotekan jest przekształcany enzymatycznie do aktywnego biologicznie metabolitu SN-38 (7-etylo-10-hydroksykamptotecyna). Jest on następnie inaktywowany w wyniku glukuronidacji przez enzym UGT1A1.

### Pacjenci z wariantem allelu UGT1A1*28
U osób leczonych irynotekanem z małą aktywnością tego enzymu UGT1A1 metabolit leku SN-38 ulega kumulacji, co może powodować
powikłania w postaci ciężkiej biegunki, leukopenii i małopłytkowości. Region promotorowy UGT1A1 w większości populacji zawiera od 5 do 8 powtórzeń TA. Najczęściej występuje 6 powtórzeń. Zaobserwowano zależność pomiędzy liczbą powtórzeń a ekspresją UGT1A1. Siedem powtórzeń odpowiada wariantowi allelu UGT1A1*28. Obecność tego allelu jest związana z obniżoną ekspresją UGT1A1, co powoduje spadek glukuronidacji SN–38 i w konsekwencji zwiększa ryzyko powikłań w postaci leukopenii oraz biegunki.
W 2005 roku, FDA zmieniła wytyczne podawania irynotekanu u pacjentów homozygotycznych z allelem UGT1A1*28 – zredukowano dawki leku. Irynotekan jest jednym z pierwszych chemioterapeutyków, którego dozowanie jest zależne od genotypu pacjenta.